# Gold Diggers 1934
Gold Diggers 1934 (engelska: Gold Diggers of 1933) är en amerikansk musikalfilm från 1933 i regi av Mervyn LeRoy, med koreografi av Busby Berkeley. I huvudrollerna ses Warren William, Joan Blondell, Aline MacMahon, Ruby Keeler och Dick Powell.

## Rollista i urval
- Warren William - Lawrence Bradford, Brads bror
- Joan Blondell - Carol King, torch singer
- Aline MacMahon - Trixie Lorraine, komikern
- Ruby Keeler - Polly Parker, Ingenyn
- Dick Powell - Brad Roberts, kompositören och sångaren (aka Robert Treat Bradford)
- Guy Kibbee - Fanuel H. Peabody, familjen Bradfords advokat
- Ned Sparks - Barney Hopkins, producenten
- Ginger Rogers - Fay Fortune, glamourpuss
- Etta Moten - solist i "Remember My Forgotten Man" (ej krediterad)
- Billy Barty - Babyn i "Pettin' in the Park" (ej krediterad)